# Tumulus du Reun
Le tumulus du Reun  est un dolmen du type « tombe allongée en V » situé sur le territoire de la commune de Treffiagat, dans le département du Finistère en France. Le monument, fouillé en 1879, est désormais complètement ruiné. À la fin du XXe siècle, un ensemble de plusieurs milliers de pétroglyphes a été découvert sur les rochers voisins du site.

## Tumulus
Le tumulus étant désormais totalement ruiné n'est connu que par la description et le plan dressé à la suite des fouilles réalisées par Paul du Châtellier en 1879.  
Le tumulus était orienté ouest-nord-ouest/est-sud-est. Il mesurait 20 m de diamètre et était conservé sur 1,30 m de hauteur. Il renfermait une tombe en « V » de 11,80 m de long et dont la largeur allait de 1 m côté entrée à 1,80 m côté chevet, la hauteur ne dépassant pas 0,80 m. Les côtés latéraux étaient délimités par 13 orthostates (6 côté nord, 7 côté sud)  en granite et quatre petits murets en pierres sèches (dont trois au niveau de la chambre). Deux orthostates et la dalle de chevet atteignaient 2 m de largeur et plus. La tombe comportait une antichambre très longue (8,50 m de long). Chambre et antichambre étaient séparées par une dalle de seuil. La chambre était segmentée en deux parties par une seconde pierre de seuil placée obliquement. Toutes les dalles de couverture étaient manquantes.
Un petit matériel archéologique a été découvert lors de la fouille par du Châtellier : deux armatures de flèche tranchantes en quartz, deux percuteurs, divers éclats de silex, deux pendeloques et des tessons d'une poterie grossière correspondant à deux vases à fond rond et un vase à fond plat du type Kerugou selon Jean L'Helgouac'h. Châtellier mentionne aussi la découverte d'un objet en bronze qui se décomposa complètement après sa mise au jour. L'ensemble correspond à une période comprise entre le Néolithique final et le Bronze ancien.

## Rochers gravés
En 1967, Valentin Daniel, un fermier du Léhan, en récupérant la terre issue des déblais de la fouille du tumulus, mit au jour un ensemble de rochers gravés de pétroglyphes et cupules. Les premières fouilles diligentées par Pierre Louis Gouletquer des services archéologiques de Bretagne recensèrent 440 signes ou symboles, dont un trident, et une petite hache polie en roche vertes fut découverte. En 1997, Michel Le Goffic reprit l'étude du site et évalua l'ensemble des signes gravés à plusieurs milliers constituant la plus forte concentration de gravures rupestres à l'air libre de Bretagne. 
Le site a été inscrit au titre des monuments historiques en 1974.

## Interprétation
La tombe faisait partie, avec le menhir du Reun distant de moins de 100 m à l'ouest et les rochers gravés d’un ensemble monumental qui pourrait avoir signalé une zone de production salicole préhistorique.

## Folklore
Paul du Châtellier rapporte que durant ses fouilles la croyance locale, selon laquelle le tertre était habité par les korrigans, était encore suffisamment forte pour que l'un des habitants du hameau voisin se soit plaint auprès de lui que ceux-ci en raison de ses fouilles s'introduisaient depuis dans son écurie et dérangeaient ses chevaux.